# Sensor BSI

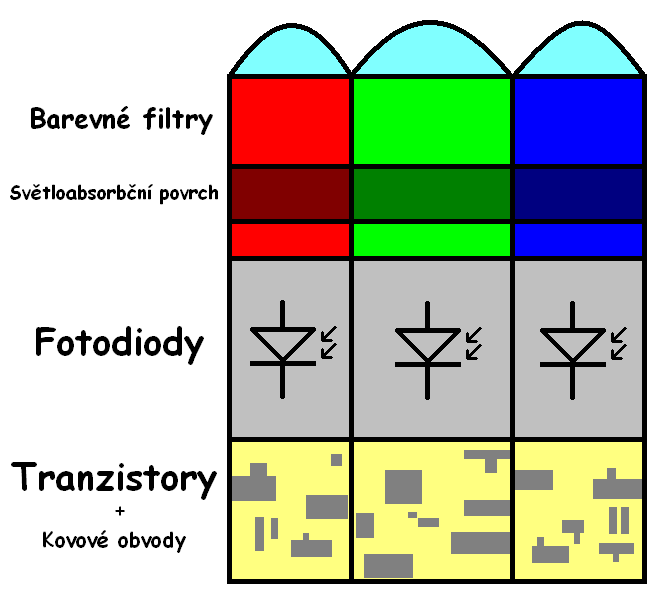
Estructura de un chip BSI CMOS, con la capa fotosensible frontal (al revés de la clásica CMOS oculta detrás de los transistores y los circuitos conductores)

Un Sensor BSI, o CMOS BSI, (del inglés: Back-Side Illumination), son los términos abreviados que definen el Sensor CMOS con iluminación posterior. Se trata de un tipo de sensor digital de imagen  que utiliza una nueva disposición de los elementos fotosensibles para aumentar la cantidad de luz captada y así mejorar el rendimiento con poca luz. 
El principio de esta tecnología consiste en girar la oblea, intercambiando lo que era la parte frontal respecto la trasera (los transistores y los circuitos metálicos respecto la capa fotosensible, así al incidir la luz directamente sobre esta última, se obtiene una gran mejora de sensibilidad en entornos con poca luz. 
La técnica inventada por OmniVision Technologies, se utilizó durante algún tiempo en entornos especializados como cámaras de seguridad y sensores de astronomía para poca luz, pero su construcción era un poco compleja y requería algunas mejoras antes de poder ser utilizada de forma general para el gran público. 
Sony fue la primera en reducir estos problemas y los costos lo suficiente como para introducir un sensor BI CMOS EXMOR R de 5 megapíxeles de 1,75 micras a un precio competitivo en 2009.

## Descripción
La diferencia introducida al colocar el cableado detrás de los fotodiodos sensores de luz es similar a la diferencia existente entre el Ojo de los cefalópodos y el ojo de los vertebrados.
Un sensor digital de imagen tradicional, con iluminación frontal se construye de una manera similar a la del ojo humano, con una lente en la parte delantera y los fotodetectores en la parte posterior. En este tipo de diseño tradicional del sensor digital se coloca la matriz activa  del sensor en la superficie frontal, simplificando así la fabricación. Sin embargo la matriz activa y su cableado, reflejan parte de la luz, y por lo tanto sólo puede llegar a la capa de fotocátodos una parte de la luz entrante; la reflexión en esos elementos reduce la cantidad de luz capaz de ser capturada.
Un sensor de iluminación trasera contiene los mismos elementos, pero sitúa la matriz del cableado detrás de la capa fotocátodos, invirtiendo la posición de la oblea de silicio durante la fabricación, adelgazando después su reverso para que la luz pueda llegar con más facilidad a la capa de fotocátodos sin pasar a través de la capa de cableado. Este cambio permite mejorar (desde un 60% a más del 90%) la probabilidad de que un fotón entrante sea capturado por la capa sensible, la mayor diferencia de ganancia se obtiene cuanto más pequeño es el tamaño de píxel, ya que el área de captura de luz ganada al cambiar el cableado de la parte anterior (luz incidente) a la superficie trasera (parafraseando el diseño BSI) es proporcionalmente más pequeña para un píxel más grande. Los sensores BSI-CMOS son más ventajosos en condiciones de poca luz.

## Historia
El primer chip funcional fue creado en 2007 por OmniVision Technologies,  pero no se generalizó debido a las exigencias tecnológicas d la producción y su alto precio. Sin embargo, en agosto del 2009 Sony introdujo el chip sensor CMOS "Exmor R", que empezó a aplicar a su gama de productos. Según Sony, el nuevo sensor ofrecía 8 dB de ganancia de señal y -2 dB de factor ruido. De hecho el sensor con el nuevo diseño de iluminación posterior, puede aportar una mejora del rendimiento de hasta dos veces en entornos con poca luz.
En 2010, Apple, instaló chips BSI CMOS de OmniVision Technologies en la Cámara de su iPhone 4. Los competidores siguieron su ejemplo, y a finales de ese año la mayoría de las empresas estaban ofreciendo una versión BSI en sus productos de alta gama. OmniVision siguió impulsando la tecnología en distintas líneas de productos, por ejemplo en el HTC EVO 4G, que estaba equipado con un sensor BSI OmniVision de 8 Mpx de 1,4 micras. En 2011, como primicia, Sony implantó su sensor Exmor R en el teléfono inteligente insignia de Sony, el Ericsson Xperia Arc. Finalmente, en septiembre de 2013, el iPhone 4s pasaría a emplear también un sensor BSI fabricado por Sony.)

## Ventajas
- Alta sensibilidad del sensor digital.
- Más barato y más fácil de fabricar que los CCD.
- El chip es muy rápido
- Pequeño tamaño
- Menor consumo de energía

## Desventajas[10]
- Una mayor tendencia a la diafonía de las señales electrónicas que pueden causar una mezcla de colores y ciertos tipos de problemas de ruido.
- Dado que se emplea una oblea de silicio más delgada, los sensores son más frágiles durante la fabricación.
- Hay un flujo de corriente incluso cuando el sensor no está iluminado.